# Capitoli di Frieren - Oltre la fine del viaggio
Questa è la lista dei capitoli di Frieren - Oltre la fine del viaggio, manga scritto da Kanehito Yamada e disegnato da Tsukasa Abe. La serie è iniziata il 28 aprile 2020 ed è pubblicata a cadenza settimanale sulla rivista Weekly Shōnen Sunday di Shōgakukan. Il primo volume in formato tankōbon è stato pubblicato il 18 agosto 2020 e al 18 marzo 2025 ne sono stati messi in vendita in tutto quattordici.
In Italia la serie è stata annunciata da Edizioni BD che la pubblica sotto l'etichetta J-Pop dal 13 ottobre 2021.

## Volumi 1-10
| 1  | 18 agosto 2020 | ISBN 978-4-09-850180-9                                                      | 13 ottobre 2021  | ISBN 978-88-349-0673-6 (ed. regolare) ISBN 978-88-349-0827-3 (ed. variant) |
| 1  | Capitoli - 1. La fine dell'avventura (冒険の終わり?, Bōken no owari) - 2. L'inganno del prete (僧侶の嘘?, Sōryo no uso) - 3. Fiori di Luna blu (蒼月草?, Sōgetsu sō) - 4. Il segreto della maga (魔法使いの隠し事?, Mahōtsukai no kakushikoto) - 5. La magia che uccide (人を殺し魔法?, Hito wo koroshimahō) - 6. La festa del nuovo anno (新年祭?, Shin nen sai) - 7. La terra dove riposano le anime (魂の眠る地?, Tamashii no nemuruchi) |                                                                             |                  |                                                                            |
| 1  | Trama Dopo un viaggio lungo 10 anni per sconfiggere il Re Demone e portare la pace nel mondo, la maga elfica Frieren si separa dai suoi compagni, l'eroe Himmel, il nano guerriero Eisen e il prete Heiter. 50 anni dopo, Frieren si riunisce brevemente con loro prima che Himmel muoia di vecchiaia. Durante il suo funerale, Frieren si rende conto che le manca ed esprime rammarico per non averlo conosciuto meglio. Alcuni anni dopo, Frieren fa visita a un anziano Heiter e prende la sua figlia adottiva, un'orfana di guerra chiamata Fern, come sua apprendista. Pochi anni dopo la morte di Heiter, Frieren apprende da un grimorio lasciato dalla sua defunta insegnante, la grande saggia Flamme, riguardo al luogo di riposo delle anime, situato all'interno del castello del Re Demone, e inizia un nuovo viaggio con Fern con l'intenzione di rivedere Himmel per fare all'eroe un doveroso addio ed esprimere i suoi sentimenti. |                                                                             |                  |                                                                            |
| 2  | 16 ottobre 2020 | ISBN 978-4-09-850181-6                                                      | 24 novembre 2021 | ISBN 978-88-349-0806-8                                                     |
| 2  | Capitoli - 8. Un centesimo (百分の一?, Hyakubun no ichi) - 9. Il fantasma del defunto (死者の幻影?, Shisha no genei) - 10. Il drago solare (紅鏡竜?, Kōkyōryū) - 11. L'eroe del villaggio (村の英雄?, Mura no eiyū) - 12. La barriera settentrionale (北方の関所?, Hoppō no sekisho) - 13. Il festival della Liberazione (解放祭?, Kaihōsai) - 14. I mostri che parlano (言葉を話す魔物?, Kotoba wo hanasu mamono) - 15. Draht (ドラート?, Dorāto) - 16. L'uccisione delle guardie (衛兵殺し?, Eihei goroshi) - 17. Frieren la funesta (葬送のフリーレン?, Sōsō no Furīren) |                                                                             |                  |                                                                            |
| 2  | Trama Eisen rifiuta di unirsi alla nuova avventura di Frieren, con l'intenzione di trascorrere i suoi giorni da anziano in pace, ma su suo suggerimento, lei recluta il suo figlio adottivo, un giovane guerriero chiamato Stark. Il gruppo si dirige quindi a nord verso l'altopiano settentrionale fino a una città dove il signore locale, Graf Ganat, negozia un armistizio con alcuni resti dell'esercito del Re Demone, guidato da Lügner, un servitore di "Aura la Ghigliottina", una vecchia nemica di Frieren. Certa che i demoni mentono, Frieren tenta di attaccare Lügner e viene arrestata. Draht, uno degli assistenti di Lügner, tenta di uccidere Frieren nella sua cella, ma lei invece lo uccide e scappa. |                                                                             |                  |                                                                            |
| 3  | 18 dicembre 2020 | ISBN 978-4-09-850285-1                                                      | 13 gennaio 2022  | ISBN 978-88-349-0879-2                                                     |
| 3  | Capitoli - 18. L'armata immortale (不死の軍勢?, Fushi no gunzei) - 19. Attacco a sorpresa (急襲?, Kyūshū) - 20. La tecnica del maestro (師匠の技?, Shishō no waza) - 21. Vigliacche (卑怯者?, Hikyō-sha) - 22. La bilancia dell'obbedienza (服従の天秤?, Fukujū no tenbin) - 23. La vittoria e le esequie (勝利と弔い?, Shōri to tomurai) - 24. La speranza degli elfi (エルフの願望?, Erufu no ganbō) - 25. Il villaggio della spada (剣の里?, Ken no sato) - 26. Il regalo per il guerriero (戦士への贈り物?, Senshi e no okurimono) - 27. Il prete di un villaggio qualsiasi (平凡な村の僧侶?, Heibonna mura no sōryo) |                                                                             |                  |                                                                            |
| 3  | Trama Lügner rivela il suo vero obiettivo, ovvero costringere Graf Ganat a dissipare la barriera magica che protegge la città, consentendo ad Aura e alle sue forze di invaderla. Ganat rifiuta e viene salvato da Fern e Stark, che uccidono Lügner e l'altra sua assistente, Linie. Nel frattempo, Frieren affronta direttamente Aura e la sconfigge rivolgendo contro di lei la sua magia di sottomissione, costringendo il demone ad uccidersi. Il gruppo continua quindi il viaggio, ma scopre che per ottenere l'ingresso nelle Terre del Nord, uno di loro deve essere promosso a mago di primo grado e recarsi nella città di Äußerst per sostenere l'esame di certificazione. Lungo la strada incontrano il prete Sein, che Frieren invita a unirsi a loro. |                                                                             |                  |                                                                            |
| 4  | 17 marzo 2021 | ISBN 978-4-09-850490-9                                                      | 9 marzo 2022     | ISBN 978-88-349-0934-8                                                     |
| 4  | Capitoli - 28. Il prete e il rimpianto (僧侶と後悔?, Sōryo to kōkai) - 29. L'adulto ideale (理想の大人?, Risō no otona) - 30. Il fiore di loto specchiato (鏡蓮華?, Kagami renge) - 31. Il fiore del caos (混沌花?, Konton hana) - 32. La famiglia Orden (オルデン家?, Oruden-ka) - 33. Il vecchio Voll (フォル爺?, Foru jī) - 34. La statua degli eroi (英雄の像?, Eiyū no zō) - 35. L'occasione per partire (旅立ちのきっかけ?, Tabidachi no kikkake) - 36. Supporto morale (心の支え?, Kokoro no sasae) - 37. L'esame di prima classe (一級試験?, Ikkyū shiken) |                                                                             |                  |                                                                            |
| 4  | Trama Nonostante il rifiuto iniziale, Sein accetta l'offerta di Frieren e si unisce al gruppo. I quattro viaggiano insieme per un po' finché Sein non ottiene alcuni indizi su dove si trovi un suo vecchio amico, costringendolo a partire da solo per continuare a cercarlo. Frieren e gli altri arrivano a Äußerst dove Frieren e Fern prendono parte all'esame di certificazione di mago di primo grado tenuto dalla l'Associazione Continentale della Magia, guidata da Serie, un'antica e potente elfa che è una vecchia conoscenza di Frieren e insegnante di Flamme. |                                                                             |                  |                                                                            |
| 5  | 16 luglio 2021 | ISBN 978-4-09-850634-7                                                      | 4 maggio 2022    | ISBN 978-88-349-1001-6                                                     |
| 5  | Capitoli - 38. Stille, l'uccello meteoritico (隕鉄鳥?, In tetchō) - 39. Operazione cattura: inizio (捕獲作戦始動?, Hokaku sakusen shidō) - 40. La magia che cattura gli uccelli (鳥を捕まえる魔法?, Tori o tsukamaeru mahō) - 41. Il tempo per prepararsi (覚悟のための時間?, Kakugo no tame no jikan) - 42. Un motivo per combattere (戦う理由?, Tatakau riyū) - 43. Il privilegio (特権?, Tokken) - 44. La ricattura dello stille (隕鉄鳥奪還?, In tetchō dakkan) - 45. La magia che controlla l'acqua (水を操る魔法?, Mizu o ayatsuru mahō) - 46. Un sapore ancora più buono (もっと美味しい味?, Motto oishī aji) - 47. Fern e i dolci al forno (フェルンと焼き菓子?, Ferun to yaki kashi) |                                                                             |                  |                                                                            |
| 5  | Trama Nel primo turno dell'esame, Frieren e Fern vengono assegnate a diversi gruppi di tre maghi. Ogni gruppo ha il compito di catturare uno Stille, una specie rara e astuta di uccello magico e impedire che venga rubato da altre squadre fino allo scadere del tempo. Sia le squadre di Frieren che quelle di Fern catturano un uccello ciascuna e combattono le altre squadre per proteggerle, trionfando alla fine. |                                                                             |                  |                                                                            |
| 6  | 18 novembre 2021 (ed. regolare & limitata) | ISBN 978-4-09-850728-3 (ed. regolare) ISBN 978-4-09-943096-2 (ed. limitata) | 6 luglio 2022    | ISBN 978-88-349-1066-5                                                     |
| 6  | Capitoli - 48. Le rovine della tomba reale (零落の王墓?, Reiraku no ō bo) - 49. Il dungeon e gli strumenti magici (迷宮と魔道具?, Meikyū to ma dōgu) - 50. Spiegel, il demone dell'acqua che riflette (水鏡の悪魔?, Mizukagami no akuma) - 51. La battaglia del dungeon (迷宮戦闘?, Meikyū sentō) - 52. Riunione strategica (作戦会議?, Sakusen kaigi) - 53. L'era degli umani (人間の時代?, Ningen no jidai) - 54. Reelseiden, la magia che taglia quasi tutto (大体なんでも切る魔法?, Daitai nan demo kiru mahō) - 55. Fine della seconda prova (第二次試験終了?, Dai nijishiken shūryō) - 56. Il bastone di Fern (フェルンの杖?, Ferun no tsue) - 57. La terza prova (第三次試験?, Daisanji shiken) |                                                                             |                  |                                                                            |
| 6  | Trama Nel secondo turno dell'esame, i maghi che hanno superato il turno precedente hanno il compito di conquistare un dungeon che non è mai stato ripulito prima. All'interno del dungeon, i maghi vengono attaccati da cloni di se stessi creati da un demone che risiede nella parte più profonda del dungeon. Dopo che alcuni maghi sono stati costretti a ritirarsi, i rimanenti, inclusi Frieren e Fern, uniscono le forze per sconfiggere i loro cloni e distruggere il demone, ripulendo il dungeon e superando l'esame. Serie decide di sostenere personalmente la terza e ultima prova di esame, selezionando i candidati che ritiene idonei alla promozione. Serie rifiuta diversi candidati, tra cui Frieren, con cui è in disaccordo, ma è sorpresa quando Fern nota l'instabilità nel mana di Serie, e non solo la promuove, ma invita la ragazza a essere la sua apprendista, cosa che lei rifiuta. |                                                                             |                  |                                                                            |
| 7  | 17 marzo 2022 (ed. regolare & limitata) | ISBN 978-4-09-850876-1 (ed. regolare) ISBN 978-4-09-943104-4 (ed. limitata) | 7 settembre 2022 | ISBN 978-88-349-1132-7                                                     |
| 7  | Capitoli - 58. L'istinto di Serie (ゼーリエの直感?, Zērie no chokkan) - 59. Piccoli atti di altruismo (小さな人助け?, Chīsana hitodasuke) - 60. Partenze e addii (旅立ちと別れ?, Tabidachi to wakare) - 61. Il cristallo che sigilla la magia (封魔鉱?, Fū ma kō) - 62. Il motivo della partenza (旅立ちの理由?, Tabidachi no riyū) - 63. L'eroe del sud (南の勇者?, Minami no yūsha) - 64. Il demone della spada (剣の魔族?, Ken no mazoku) - 65. La fonte segreta del monte Etwas (エトヴァス山の秘湯?, Etovuasu yama no hitō) - 66. Un posto che potrebbe piacerle (好きな場所?, Sukinabasho) - 67. Una giornata tranquilla (穏やかな時間?, Odayakana jikan) |                                                                             |                  |                                                                            |
| 7  | Trama Una volta concluso l'esame di magia, il gruppo continua il viaggio verso nord, fornendo assistenza alla gente del posto quando richiesto. |                                                                             |                  |                                                                            |
| 8  | 17 giugno 2022 (ed. regolare & limitata) | ISBN 978-4-09-851148-8 (ed. regolare) ISBN 978-4-09-943116-7 (ed. limitata) | 9 novembre 2022  | ISBN 978-88-349-1203-4                                                     |
| 8  | Capitoli - 68. L'Altopiano del nord (北部高原?, Hokubu kōgen) - 69. Boshaft, il nettare dell'imperatore (皇帝酒?, Kōtei sake) - 70. L'azienda Norm (ノルム商会?, Norumu shōkai) - 71. Spedizione punitiva (討伐依頼?, Tōbatsu irai) - 72. Il generale (将軍?, Shōgun) - 73. Scontro (遭遇戦?, Sōgū-sen) - 74. Il divino Revolte (神技のレヴォルテ?, Kamiwaza no Revuorute) - 75. Erilfrate, la magia che dirada la nebbia (霧を晴らす魔法?, Kiri o harasu mahō) - 76. Conclusione (決着?, Ketchaku) - 77. Lo stormo di draghi (竜の群れ?, Ryū no mure) |                                                                             |                  |                                                                            |
| 8  | Trama Il gruppo si riunisce con i maghi Genau e Methode che avevano incontrato per la prima volta all'esame di magia. I due hanno il compito di sconfiggere il generale demone Revolte che sta terrorizzando la regione. Frieren e gli altri accettano di aiutarli, con Stark e Genau che uccidono Revolte insieme mentre Frieren e gli altri uccidono i suoi subordinati. Nel frattempo, Denken, un anziano mago che ha superato l'esame, arriva nella sua terra natale, la città di Weise, che è stata trasmutata in oro dall'ultimo e più forte dei sette saggi del Re Demone, "Macht di El Dorado". |                                                                             |                  |                                                                            |
| 9  | 15 settembre 2022 (ed. regolare & limitata) | ISBN 978-4-09-851260-7 (ed. regolare) ISBN 978-4-09-943119-8 (ed. limitata) | 18 gennaio 2023  | ISBN 978-88-349-1248-5                                                     |
| 9  | Capitoli - 78. Il lago Korridor (コリドーラ湖?, Koridōra mizūmi) - 79. La grande gola di Tor (トーア大峡谷?, Tōa dai kyōkoku) - 80. I cristalli di neve santa (聖雪結晶?, Hijiri yukigesshō) - 81. La Terra d'oro (黄金郷?, Ōgonkyō) - 82. Diagolzer,la magia che trasforma qualsiasi cosa in oro (万物を黄金に変える魔法?, Banbutsu o kogane ni kaeru mahō) - 83. Il bracciale di pietra del controllo (支配の石環?, Shihai no sekikan) - 84. Sconsiderati (命知らず?, Inochishirazu) - 85. Malevolenza (悪意?, Akui) - 86. Incontro (話し合い?, Hanashiai) - 87. Benevolenza (好意?, Kōi) |                                                                             |                  |                                                                            |
| 9  | Trama Su richiesta dell'Associazione della Magia, il gruppo di Frieren si riunisce con Denken, che chiede il loro aiuto per abbattere Macht e riportare Weise alla normalità. Nell'occasione viene rivelato che Macht è un demone che ha servito volontariamente Glück, signore di Weise e suocero di Denken finché non ha deciso di tradire il suo padrone e lanciare una maledizione chiamata "Diagoldze" che ha trasmutato l'intera città in oro, prima di essere confinato all'interno dei locali della città da una barriera magica eretta dall'associazione. Denken rivela anche che era l'apprendista di Macht e gli fa visita spesso. Denken porta il gruppo a incontrare Macht per un discorso amichevole e Frieren, che una volta combatté Macht e fu quasi uccisa dal demone, conclude che non possono sconfiggerlo nella loro condizione attuale. Tuttavia, Denken rivela che uno dei maghi dell'associazione ha attinto ai ricordi di Macht e chiede l'aiuto di Frieren per analizzarli al fine di cercare un modo per contrastare Diagoldze e sconfiggerlo. |                                                                             |                  |                                                                            |
| 10 | 16 marzo 2023 | ISBN 978-4-09-851771-8                                                      | 12 luglio 2023   | ISBN 978-88-349-1249-2                                                     |
| 10 | Capitoli - 88. Solitär (ソリテール?, Soritēru) - 89. Senso di colpa (罪悪感?, Zaiaku-kan) - 90. Glück (グリュック?, Guryukku) - 91. Al centro del palco (表舞台?, Omote butai) - 92. La fine di Weise (ヴァイゼの終焉?, Vuaize no shūen) - 93. La grande barriera (大結界?, Dai kekkai) - 94. Analisi (解析?, Kaiseki) - 95. Il grande demone senza nome (無名の大魔族?, Mumei no daimazoku) - 96. Maestro e discepolo (師弟?, Shitei) - 97. Osservazione (観測?, Kansoku) |                                                                             |                  |                                                                            |
| 10 | Trama Frieren e Denken scoprono attraverso i ricordi di Macht che il demone era ansioso di conoscere le emozioni umane, cosa che lo ha portato a fare amicizia con Glück e diventare suo subordinato, aiutandolo a diventare sovrano di Weise assassinando i suoi rivali politici. Molti anni dopo, Glück è costretto dagli altri cittadini a dotare Macht di un artefatto per controllarlo, il "Braccialetto di pietra della servitù", ordinandogli di servire i cittadini di Weise e di non agire mai con malizia nei loro confronti. Tuttavia, in quanto demone, Macht non ha il concetto di malizia umana, permettendogli di tradire Glück e trasformare l'intera città e i suoi abitanti in oro nonostante siano legati dal braccialetto. Mentre Frieren cerca un modo per dissipare Diagoldze, Solitär, un altro demone e socio di Macht, dissipa la barriera, permettendogli di scappare e diffondere gli effetti di Diagoldze, trasformando anche Frieren e gli altri in oro, finché Frieren non termina la sua analisi e ripristina il suo corpo.                |                                                                             |                  |                                                                            |

## Volumi 11-in corso
| 11 | 15 settembre 2023 | ISBN 978-4-09-852769-4 | 8 novembre 2023   | ISBN 978-88-349-2381-8                                                      |
| 11 | Capitoli - 98. Punizione (報い?, Mukui) - 99. Attacco e difesa (攻防?, Kōbō) - 100. La base della magia (魔法使いの基礎?, Mahōtsukai no kiso) - 101. Via d'uscita (打開策?, Dakaisaku) - 102. Pareggio (相打ち?, Aiuchi) - 103. L'ora della punizione (報いの時?, Mukui no toki) - 104. Visita alla tomba (墓参り?, Hakamairi) - 105. Il golem (ゴーレム?, Gōremu) - 106. Il drago celeste (天脈竜?, Ten myaku ryū) - 107. La stele della dea (女神の石碑?, Megami no sekihi) |                        |                   |                                                                             |
| 11 | Trama Frieren ripristina Denken, che combatte Macht, mentre Frieren affronta Solitär. Sopraffatta dal suo avversario, Frieren fa un'ultima mossa disperata usando il resto del suo mana per dissipare Diagoldze in tutta la città, permettendo a Fern di uccidere Solitär con un attacco a distanza e Denken di sferrare un colpo fatale a un Macht sorpreso. Nei suoi ultimi momenti, Macht si riunisce e ha una conversazione pacifica con Glück. Dopo la battaglia, Glück apprende che i suoi crimini sono stati scoperti e che alla fine affronterà il giudizio, mentre Denken soddisfa il suo desiderio di lunga data di fare visita alla tomba della sua defunta moglie. Frieren e gli altri continuano il loro viaggio, finché non si imbattono in un antico monumento lasciato dalla Dea. Esaminando il monumento, la mente di Frieren viaggia diversi decenni indietro fino al tempo in cui viaggiava con Himmel, Heiter ed Eisen.                                                                                        |                        |                   |                                                                             |
| 12 | 18 dicembre 2023 | ISBN 978-4-09-853030-4 | 24 aprile 2024    | ISBN 978-88-349-2645-1 (ed. regolare) ISBN 978-88-349-2798-4 (ed. limitata) |
| 12 | Capitoli - 108. Ritrovarsi (再会?, Saikai) - 109. Il residuo Zart (残影のツァルト?, Zanei no Tsaruto) - 110. La compagna dell'eroe (勇者一行?, Yūsha ikkō) - 111. Richiesta di scorta (護衛依頼?, Goei irai) - 112. Fiducia (信頼?, Shinrai) - 113. Il drago abissale (皇獄竜?, Kōgoku ryū) - 114. La spada dell'eroe (勇者の剣?, Yūsha no tsurugi) - 115. Grandi amici (親友?, Shinyū) - 116. La magia del ritorno (帰還の魔法?, Kikan no mahō) - 117. Illusione miracolosa (奇跡の幻想?, Kiseki no gensō) |                        |                   |                                                                             |
| 12 | Trama Dopo aver usato un incantesimo che ha imparato nel futuro per sconfiggere un potente demone che attacca il gruppo, Freren rivela la verità agli altri, che le credono e accettano di non indagare ulteriormente e di mantenere segreta la situazione per evitare un paradosso temporale. Con qualche indagine, il gruppo scopre un modo per rimandare Frieren al suo tempo legittimo, mentre Solitär e Grausam, uno dei sette saggi, vengono informati dal Re Demone delle condizioni di Frieren e li attaccano, con l'intenzione di ottenere la sua conoscenza del futuro. per i propri guadagni. Grausam usa la sua magia per intrappolare il gruppo in un'illusione idilliaca dove si sta celebrando il matrimonio di Himmel e Frieren. |                        |                   |                                                                             |
| 13 | 17 aprile 2024 | ISBN 978-4-09-853233-9 | 25 settembre 2024 | ISBN 978-88-349-2933-9                                                      |
| 13 | Capitoli - 118. Fialatoll (フィアラトール?, Fiaratōru) - 119. Ricordi (思い出?, Omoide) - 120. La falsa immagine dell'eroe (虚像の英雄?, Kyozō no eiyū) - 121. I mostri della strada (街道の魔物?, Kaidō no mamono) - 122. La fortezza di Titan (ティタン城塞?, Titan jōsai) - 123. La prova del vostro impegno (頑張ってきた証?, Ganbatte kita akashi) - 124. Il guerriero ombra (影なる戦士?, Kagenaru senshi) - 125. Famiglia (家族?, Kazoku) - 126. Una nuova missione (新たな任務?, Aratana ninmu) - 127. Missione di recupero (回収任務?, Kaishū ninmu) |                        |                   |                                                                             |
| 13 | Trama Con l'aiuto di Frieren, Himmel rompe l'illusione di Grausam e la accompagna in sicurezza al monumento della Dea, dove riesce a tornare al presente. Il gruppo riunito continua il viaggio, entrando nel territorio dell'impero. Mentre trascorrono la notte in un remoto villaggio, il gruppo viene attaccato da Radar, un assassino con l'ordine dell'impero di sbarazzarsi di diversi maghi, inclusa la stessa Frieren, e lo sconfigge, risparmiandogli la vita. Una volta arrivati nella capitale imperiale Eiseberg, il gruppo viene contattato da Falch e Sense, due maghi dell'associazione della magia, che chiedono il loro aiuto per proteggere Serie mentre lei partecipa ad un importante evento in città, il "Festival della Fondazione", certi che anche lei sarà presa di mira dagli assassini, con l'assistenza di altri due maghi incontrati durante l'esame, Übel e Land. Nel frattempo, un assassino dell'impero inizia i suoi piani per uccidere Serie, ma è anche consapevole della presenza di Frieren. |                        |                   |                                                                             |
| 14 | 18 marzo 2025 | ISBN 978-4-09-854017-4 | 25 giugno 2025    | ISBN 978-88-349-3315-2 (ed. regolare) ISBN 978-88-349-3522-4 (ed. limitata) |
| 14 | Capitoli - 128. Le forze magiche speciali (魔導特務隊?, Madō tokumutai) - 129. L'ombra dell'impero (帝国の影?, Teikoku no kage) - 130. Dietro le quinte (水面下?, Suimenka) - 131. Fuga (脱出?, Dasshutsu) - 132. Inseguimento (追跡?, Tsuiseki) - 133. Le monete d'argento (銀貨?, Ginka) - 134. Tracciamento inverso (逆探知?, Gyaku tanchi) - 135. Schermaglia (前哨戦?, Zenshōsen) - 136. Ricongiungimento (再会?, Saikai) - 137. Respingimento (撃退?, Gekitai) |                        |                   |                                                                             |
| 14 | Trama Übel e Land contattano una spia all'interno dell'Impero, ma vengono scoperti e arrestati dalle Forze Speciali Magiche. Vengono portati in prigione e poi riescono a fuggire. Nel frattempo, alcuni membri degli guerrieri ombra attaccano il gruppo di Frieren. In quell'occasione, si riuniscono con Sein, appena arrivato in città sulle tracce del suo amico d'infanzia, e insieme respingono gli aggressori e si riuniscono al resto dei loro alleati, proprio mentre Serie arriva nella capitale per partecipare al Festival della Fondazione. |                        |                   |                                                                             |

## Capitoli non ancora in formatotankōbon
I seguenti capitoli sono apparsi sulla rivista Weekly Shōnen Sunday in Giappone ma non sono ancora stati stampati in formato tankōbon.
Questa lista è suscettibile di variazioni e potrebbe essere incompleta o non aggiornata.

- 138.  (逆賊?, Gyakuzoku)
- 139.  (鍛冶屋のクライス?, Kajiya no Kuraisu)
- 140.  (舞踏会?, Butōkai)
- 141.  (平和の象徴?, Heiwa no shōchō)
- 142.  (会敵?, Kaiteki)